# 일본국 헌법 제28조
일본국 헌법 제28조(일본어: 日本国憲法第28条)은 일본국 헌법 제3장 "국민의 권리와 의무"의 조문 중 하나이다. 근로자의 단결권에 대해 규정하고 있다.

## 조문
일본국 헌법 제28조
근로자의 단결할 권리 및 단체 교섭 그 외 단체 행동을 할 권리는 이를 보장한다.

## 해설
노동삼권, 그 중에서도 단결권은 일본 제국 헌법에서는 보장되지 않았던 권리이며, 또 일본 제국 시기에는 노동운동 자체가 거의 일어나지 않기도 했다. 그러나 제2차 세계 대전 이후 경제민주화 정책의 일환으로 일본에서 노동조합이 합법화되었고, 이에 따라 노동권 역시 헌법에 명문화되었다.
본 조의 규정은 노동권이라는 권리의 특성상 고용주와 근로자 간 뿐만 아니라 개인 간에도 적용된다고 본다.
단결권
노동조합을 결성할 권리이다. 노동조합은 노사 관계에서 불리한 입장에 놓이는 노동자들이 단결함으로써 자신들에게 유리한 노동 조건을 확보하는 것을 목표로 하는 조직이다.
단체교섭권
노동자가 단결하여 사용자와 교섭할 수 있으며, 노사는 서로 근로 조건 등에 관하여 '노동협약'을 체결할 수 있다. 조문 내용을 그대로 읽으면 단체교섭권을 '단체 행동'의 한 예로서 언급한 것으로 보이지만, 해석상 단체교섭권과 단체행동권은 별개의 개념으로 본다. 또 조문에서 '근로자'의 조건을 언급하지 않았기 때문에, 사용자와 직접적인 노사 관계가 없는 근로자라고 하더라도 서로 근로에 대한 이해관계가 있다면 단체교섭권이 보장되는 것이 적절하다는 견해가 위탁·하청 계약으로 일하는 근로자들과 그들을 지원하는 전문가 사이에서 퍼지고 있다.
단체행동권
파업 등 노동쟁의를 하는 것을 말한다. 이 단체행동권은 단체교섭권을 뒷받침하는 개념이다. 다만 단체행동권을 행사함으로써 대다수의 국민이 불편을 겪을 수 있는 직종(공무원 등)의 경우 '공공의 복지'의 관점에서 단체행동권이 법률로 제한되는 경우도 있다(후술).
법률에 따라 본 헌법 제28조의 권리가 제한되는 직종은 다음과 같다.
- 경찰관, 소방관, 자위대 대원 (노동삼권이 모두 제한됨)
- 일반직 국가공무원 및 지방공무원 (단체교섭권, 단체행동권 제한)
- 현업 공무원 (노동협약 체결권, 단체행동권 제한)